# Sāgar (ort i Indien, Karnataka, Shimoga)
Sāgar är en ort i Indien.   Den ligger i distriktet Shimoga och delstaten Karnataka, i den södra delen av landet, 1 600 km söder om huvudstaden New Delhi. Sāgar ligger 592 meter över havet och antalet invånare är 53 150.
Terrängen runt Sāgar är platt. Runt Sāgar är det ganska tätbefolkat, med 116 invånare per kvadratkilometer. Det finns inga andra samhällen i närheten. Omgivningarna runt Sāgar är en mosaik av jordbruksmark och naturlig växtlighet.